# Aïn Cheggag (kommun)
Ain Cheggag (franska: Ain Cheggag (CR), Ain Cheggag (Commune Rurale), arabiska: غفساي (البلدية)) är en kommun i Marocko.   Den ligger i provinsen Sefrou och regionen Fès-Meknès, i den nordöstra delen av landet, 160 km öster om huvudstaden Rabat. Antalet invånare är 11 039.